# Wells Fargo Tower (Colorado Springs)
Der Wells Fargo Tower, ehemals Norwest Bank Tower, ist ein Bürogebäude in Colorado Springs, Colorado. Er ist 75 Meter (247 ft) hoch und zählt 16 Stockwerke. Er ist das höchste Gebäude der Stadt und das höchste Gebäude in Colorado außerhalb der Metropolregion Denver. Er gehört zum Palmer Center Complex. Nachdem es vom bekannten Architektenbüro Kohn Pedersen Fox Associates in Kooperation mit Klipp Colussy Jenks Dubois geplant worden war, wurde das Bauwerk im Jahre 1990 unter dem Namen Norwest Bank Tower fertiggestellt. Nachdem große Teile von Wells Fargo gemietet worden waren, wurde der Name im Juni 2000 in Wells Fargo Tower geändert.
Die Fassade wurde mit säuregeätztem Beton verkleidet, um das Aussehen von Kalkstein nachzuahmen. Die Lobby erinnert mit zahlreichen architektonischen Akzenten wie gewölbten Decken und Granitboden an das örtliche Antlers Hotel. Das Gebäude wird auch als Hommage an frühere Architektur gesehen.